# ایوو ساندر
 ایوو ساندر  (انگلیسی: Ivo Sanader؛ زاده ۸ ژوئن ۱۹۵۳) یک سیاست‌مدار اهل کرواسی است.